# Округ Мидланд (Тексас)
Округ Мидланд (енгл. Midland County) је округ у америчкој савезној држави Тексас. По попису из 2010. године број становника је 136.872.

## Демографија
Према попису становништва из 2010. у округу је живело 136.872 становника, што је 20.863 (18,0%) становника више него 2000. године.
| Група             | 2000.          | 2010.          |
| Белци             | 72.015 (62,1%) | 72.822 (53,2%) |
| Афроамериканци    | 8.101 (7,0%)   | 9.087 (6,6%)   |
| Азијати           | 1.074 (0,9%)   | 1.715 (1,3%)   |
| Хиспаноамериканци | 33.676 (29,0%) | 51.600 (37,7%) |
| Укупно            | 116.009        | 136.872        |